# بوشونگ (کانزاس)
بوشونگ (به انگلیسی: Bushong) شهری در ایالت کانزاس کشور ایالات متحده آمریکا است که جمعیت آن در سرشماری سال ۲۰۱۰ میلادی، ۳۴ نفر بوده‌است.